# No Mercy (band)
No Mercy is een Amerikaanse popgroep, die halverwege de jaren 90 van de twintigste eeuw korte tijd enorm populair was.
No Mercy bestaat uit Marty Cintron (geboren op 24 september 1971 in New York) en de tweelingbroers Ariel en Gabriel Hernandez (geboren op 3 juni 1971). Ariel en Gabriel Hernandez werden geboren in Cuba, maar vluchtten als kinderen met hun vader naar Miami.
Marty Cintron is te zien als de frontman (leadzang en gitaar). Ariel en Gabriel Hernandez zijn meer te zien als performers in de vorm van dans maar verzorgen ook vocalen waaronder de rap. De drie en met name Marty zijn ook (mede) componisten van diverse No Mercy nummers en Marty doet binnen de productie arrangementen van de zangpartijen.
In 1991 bracht No Mercy een eerste single uit onder de naam Gemini. Deze single werd geen succes. In 1995 leerde de groep producer Frank Farian (bekend van Boney M en Milli Vanilli) kennen. Al snel volgden de eerste hits. Hun grootste succes boekte de groep in 1997, toen het nummer When I die in onder meer Nederland een nummer 1-hit werd. In totaal scoorde de groep in 1996 en 1997 vijf hits in Nederland: When I die, Please don't go, Kiss you all over, Where do you go en Hello how are you.
Het was lange tijd stil rond No Mercy, maar in 2007 werd er een nieuw album uitgebracht met de titel Day by Day. 
In 2021 bracht Frank Farian een cover uit van het jaren tachtig nummer Cherish van Kool & The Gang . Daar kwam ook een mix-versie van met Rivers of Babylon  waar No Mercy medewerking aan verleenden.

## Discografie

### Albums
| Album met eventuele hitnotering(en) in de Nederlandse Album Top 100 | Datum van verschijnen | Datum van binnenkomst | Hoogste positie | Aantal weken | Opmerkingen |
| ------------------------------------------------------------------- | --------------------- | --------------------- | --------------- | ------------ | ----------- |
| My promise                                                          | 1996                  | 25-01-1997            | 2               | 43           |             |
| More                                                                | 1998                  | 31-10-1998            | 69              | 4            |             |

| Album met hitnotering(en) in de Vlaamse Ultratop 200 albums | Datum van verschijnen | Datum van binnenkomst | Hoogste positie | Aantal weken | Opmerkingen |
| ----------------------------------------------------------- | --------------------- | --------------------- | --------------- | ------------ | ----------- |
| My promise                                                  | 1996                  | 17-05-1997            | 4               | 30           |             |

### Singles
| Single met eventuele hitnotering(en) in de Nederlandse Top 40 | Datum van verschijnen | Datum van binnenkomst | Hoogste positie | Aantal weken | Opmerkingen                          |
| ------------------------------------------------------------- | --------------------- | --------------------- | --------------- | ------------ | ------------------------------------ |
| Where do you go                                               | 1996                  | 19-10-1996            | 7               | 8            | #10 in de Mega Top 50                |
| When I Die                                                    | 1996                  | 25-01-1997            | 1(4wk)          | 20           | #1 in de Mega Top 100 / Alarmschijf  |
| Please don't go                                               | 1997                  | 17-05-1997            | 6               | 9            | #11 in de Mega Top 100 / Alarmschijf |
| Kiss you all over                                             | 1997                  | 23-08-1997            | 18              | 4            | #30 in de Mega Top 100 / Alarmschijf |
| Hello how are you                                             | 1998                  | 08-08-1998            | tip4            | -            | #60 in de Mega Top 100               |

| Single met hitnotering(en) in de Vlaamse Ultratop 50 | Datum van verschijnen | Datum van binnenkomst | Hoogste positie | Aantal weken | Opmerkingen |
| ---------------------------------------------------- | --------------------- | --------------------- | --------------- | ------------ | ----------- |
| Where do you go                                      | 1996                  | 14-09-1996            | 32              | 13           |             |
| When I die                                           | 1996                  | 29-03-1997            | 7               | 20           |             |
| Please don't go                                      | 1997                  | 31-05-1997            | 13              | 13           |             |
| Kiss you all over                                    | 1997                  | 30-08-1997            | 43              | 2            |             |
| My promise to you                                    | 26-11-1997            | 13-12-1997            | tip12           | -            |             |
| Hello how are you                                    | 27-07-1998            | 19-09-1998            | tip12           | -            |             |

### NPO Radio 2 Top 2000
Van No Mercy stond alleen When I Die in 1999 in de NPO Radio 2 Top 2000, op plek 961.